# Yoshikiyo Kuboyama
Yoshikiyo Kuboyama (født 21. juli 1976) er en tidligere japansk fodboldspiller.
Han har spillet for flere forskellige klubber i sin karriere, herunder Yokohama Flügels og Shimizu S-Pulse.